# لیدی الیزابت (۱۸۷۹)
لیدی الیزابت (۱۸۷۹) (به انگلیسی: Lady Elizabeth (1879)) یک کشتی بود که طول آن ۶۷٫۹۷ متر (۲۲۳٫۰ فوت) بود. این کشتی در سال ۱۸۷۹ ساخته شد.